# 바베르 (바르샤바)
바베르(폴란드어: Wawer)는 폴란드 바르샤바 남동쪽에 위치한 구다.